# Ann Kristin Aarønes
Ann Kristin Aarønes (ur. 19 stycznia 1973 w Ålesund) – norweska piłkarka.
Początkowo występowała w klubie Spjelkavik IL. W latach 1993–2000 reprezentowała barwy SK Trondheims-Ørn, z którym pięciokrotnie została mistrzynią Norwegii (1994, 1995, 1996, 1997 i 2000) oraz sześciokrotnie zdobyła puchar tego kraju (1993, 1994, 1996, 1997, 1998 i 1999). Grała również w amerykańskim New York Power. Karierę piłkarską zakończyła w 2001 roku.
W latach 1990–1999 rozegrała w reprezentacji Norwegii 111 meczów, w których strzeliła 60 goli. W 1991 roku wraz z kadrą narodową zdobyła brązowy medal mistrzostw Europy, zaś w 1993 została mistrzynią Starego Kontynentu. Ponadto w 1996 wystąpiła w igrzyskach olimpijskich w Atlancie, gdzie Norweżki zdobyły brązowy medal, a ona strzeliła cztery bramki, w tym dwie w spotkaniu o trzecie miejsce z Brazylią (2:0).
Dwukrotnie uczestniczyła w mistrzostwach świata. W 1995 została królową strzelczyń turnieju rozegranego w Szwecji – zdobyła sześć bramek, w tym jedną w półfinałowym spotkaniu z USA (1:0), zaś Norweżki zdobyły złoty medal. W 1999 strzeliła cztery gole, a w serii rzutów karnych meczu o trzecie miejsce z Brazylią nie zdobyła bramki (0:0, k. 4:5).